# Campona (bevásárlóközpont)
A Campona bevásárlóközpont egy bevásárlóközpont Budatétényben, Budapest XXII. kerületében. 1999-ben adták át. Nevét a Campona ókori római erődről kapta, amelynek romjai a Nagytétényi Kastélymúzeum nyugati oldalán tekinthetők meg.

## Története
A Belvárostól 12 km távolságra elhelyezkedő komplexum a Budatétényi Rózsakert - Nagytétényi út, Klauzál Gábor Művelődési Központ, Budapest–Pécs-vasútvonal és a Nővény utca által határolt - egykori kertészeti ültetvényeinek helyén épült. Az alépítményi munkálatok 1995-ben kezdődtek el. Az építkezés 1997-ben nagyjából fél évre leállt. Az átadással is csúsztak, így végül 1999 szeptember 15-én nyitott meg. Ezt követően másfél évig Budapest legnagyobb bevásárlóközpontja volt.

## Üzletek
160 üzlet üzemel benne. Ezeken kívül étterem, a Cinema City mozihálózat egyik egysége, továbbá a közismert Tropicarium nevű magánállatkert is. 2012-2017 között a tudományos különlegességeket felvonultató Csodák Palotája is itt működött.

## Közlekedés
Jó adottságokkal rendelkezik: A kiszélesített Nagytétényi úton a Jókai Mór utca és a Lépcsős utca nevű buszmegállók érintik. A délnyugati kijáratnál buszállomás épült. Az áruházhoz kapcsolódik a Budatétény vasútállomás is. A közelben kanyarodik fel a hárosi Deák Ferenc hídról a Tétényi-fennsíkra az M0 autóút, amelyről a 6-os főút csomópontjánál lehet letérni a Camponához.

### Megközelítése közösségi közlekedéssel
- Helyi buszok:  13, 13A, 33, 88, 101E, 114, 133E, 138, 150, 213, 214, 287
- Elővárosi buszok:  700
- Vasút:   S40   S42   G43   G44